# Mary Carrillo
María Carrillo Moreno, nota come Mary Carrillo (Toledo, 14 ottobre 1919 – Madrid, 31 luglio 2009), è stata un'attrice spagnola.

## Filmografia parziale

### Cinema
- La luce che torna (Marianela), regia di Benito Perojo (1940)
- Febbre, regia di Primo Zeglio (1943)
- L'appartamentino (El pisito), regia di Marco Ferreri e Isidoro M. Ferry (1958)
- Le legioni di Cleopatra, regia di Vittorio Cottafavi (1959)
- Nueve cartas a Berta, regia di Basilio Martín Patino (1966)
- Los chicos del Preu, regia di Pedro Lazaga (1967)
- ¿Es usted mi padre?, regia di Antonio Giménez Rico (1971)
- Las truchas, regia di José Luis García Sánchez (1978)
- La Sabina, regia di José Luis Borau (1979)
- El crimen de Cuenca, regia di Pilar Miró (1980)
- Gary Cooper, que estás en los cielos, regia di Pilar Miró (1980)
- L'alveare (La colmena), regia di Mario Camus (1982)
- L'indiscreto fascino del peccato (Entre tinieblas), regia di Pedro Almodóvar (1983)
- Los santos inocentes, regia di Mario Camus (1984)
- El niño de la luna, regia di Agustí Villaronga (1989)
- Más allá del jardín, regia di Pedro Olea (1996)
- Esta noche, no, regia di Álvaro Sáenz de Heredia (2002)

### Televisione
- Estudio 1 - serie TV, 10 episodi (1967-1973)
- Fortunata y Jacinta - serie TV, 10 episodi (1980)
- Mamá quiere ser artista - serie TV, 6 episodi (1997)

## Premi
- Medallas del Círculo de Escritores Cinematográficos
  - 1960: "Mejor Actriz Principal" (L'appartamentino)
  - 1983: "Mejor Actriz de Reparto" (L'alveare)
- Premi Goya
  - 1997: "Mejor Actriz de Reparto" (Más allá del jardín)
- Premi Ondas
  - 1968: "Nacionales de televisión: Mejor actriz"
- Premios de la Unión de Actores y Actrices
  - 1996: "Premio alla carriera"